# Agnieszka Korogocka
Agnieszka Korogocka (ur. 3 września 1976) – polska lekkoatletka, specjalizująca się w skoku wzwyż, medalistka mistrzostw Polski.

## Kariera sportowa
Była zawodniczką Skry Warszawa, Browaru-Schöller Namysłów i od 2000 OKS Otwock.
Na mistrzostwach Polski seniorek na otwartym stadionie zdobyła dwa medale w skoku wzwyż (srebrny w 2001, brązowy w 2000).
Rekord życiowy w skoku wzwyż: 1,84 (5.08.2000), w skoku w dal: 6,16 (4.06.2000).